# 고양이 푸가

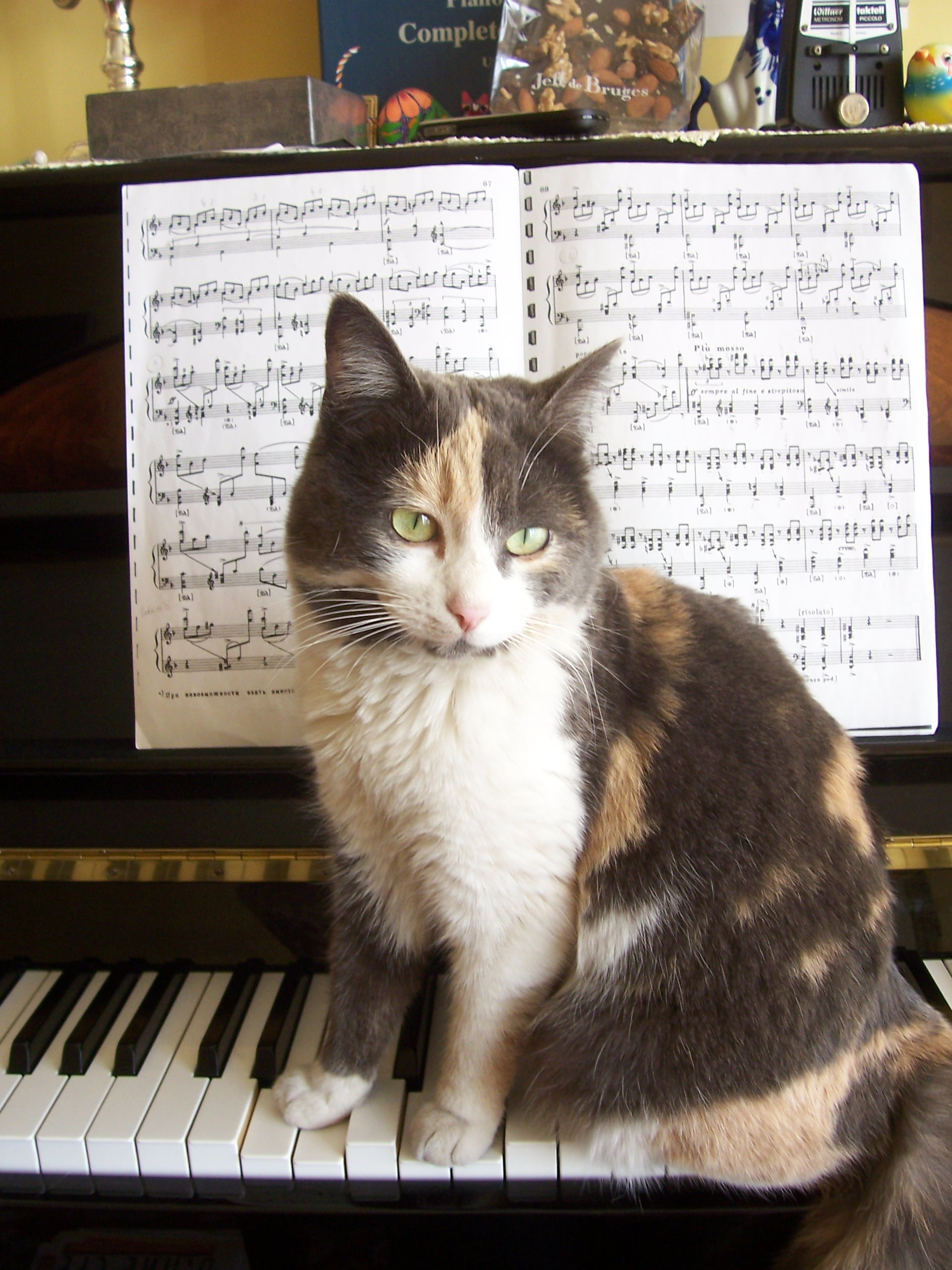
전해지는 이야기에 따르면 스카를라티는 그가 기르던 고양이 풀시넬라가 하프시코드 건반 위를 걷는 것에 영감을 받아 이 곡을 작곡하였다고 한다.

〈고양이 푸가〉(이탈리아어: Fuga del gatto)는 도메니코 스카를라티가 작곡한 사단조의 푸가이다. 이탈리아 음악학자 알레산드로 롱고의 목록 499번에 등재되어 있다.

## 제목의 유래

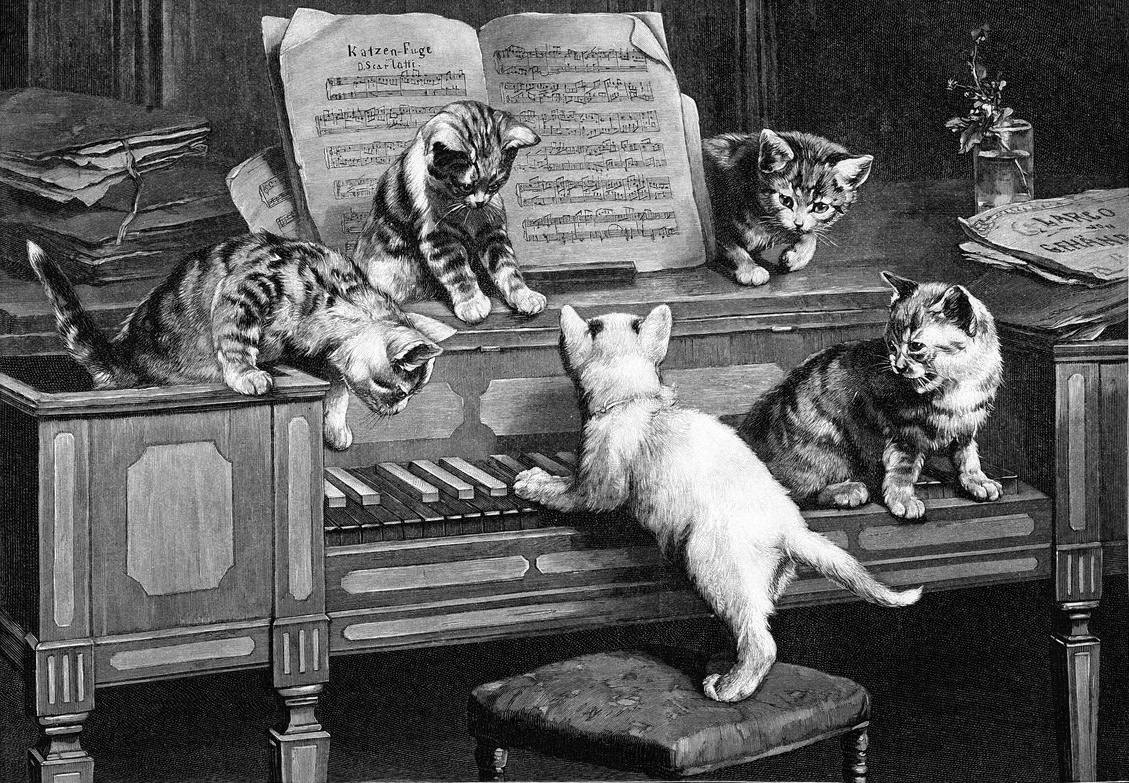
Carl 1870년 카를 라이처트가 발간한 고양이푸가 악보 표지

스카를라티는 곡에 별다른 이름을 붙이지 않았지만, 19세기 초반에 악상을 얻은 이야기가 전해지면서 〈고양이 푸가〉로 불리기 시작했다. 스카를라티는 풀시넬라라는 고양이를 길렀는데, 이 고양이가 건반위를 걸을 때 난 소리에서 영감을 얻었다고 한다. 스카를라티는 그 소리를 즉흥적으로 흉내내어 아래와 같은 푸가의 주제를 적었다고 한다.
19세기 동안 연주회 프로그램에서 〈고양이 푸가〉라는 이름이 사용되었고, 무치오 클레멘티, 카를 체르니, 알레산드로 롱고와 같은 악보 제작자들 역시 이 이름을 쓰면서 곡의 제목으로 널리 알려지게 되었다.

## 영향
1739년 런던에 이 악보가 알려지게 되자 헨델은 그의 합주협주곡 6번에 이를 삽입하였다.
음악 이론가이자 작곡가였던 안톤 라이하는 1803년 발표한 《36개의 푸가》에서 이 곡을 〈푸가 9번〉으로 넣었다.

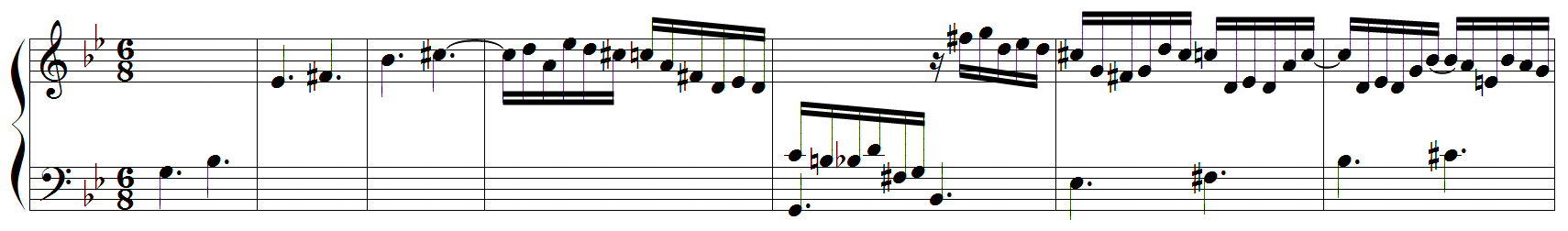
안톤 라이하의 〈푸가 9번〉

## 연주
〈고양이 푸가〉는 최소한 19세기 이래로 인기있는 악보였다. 프란츠 리스트는 이탈리아의 신부이자 수집가였던 포르튜나토 산티니로부터 이 곡을 소개받고 1840년대 초 베를린의 연주회 프로그램들에서 연주하였다. 이그나츠 모셸레스는 자신의 연주회 이름을 고양이 푸가로 내걸고 이 곡을 연주하기도 하였다.